# Obercunnersdorf
Obercunnersdorf is een ortsteil van de Duitse gemeente Kottmar in de deelstaat Saksen. Tot 1 januari 2013 was Obercunnersdorf een zelfstandige gemeente in de Landkreis Görlitz en was bestuurszetel van de Verwaltungsgemeinschaft Obercunnersdorf, wat ze samen met Niedercunnersdorf vormde. De plaats kenmerkt zich door de meer dan 250 umgebindehuizen.

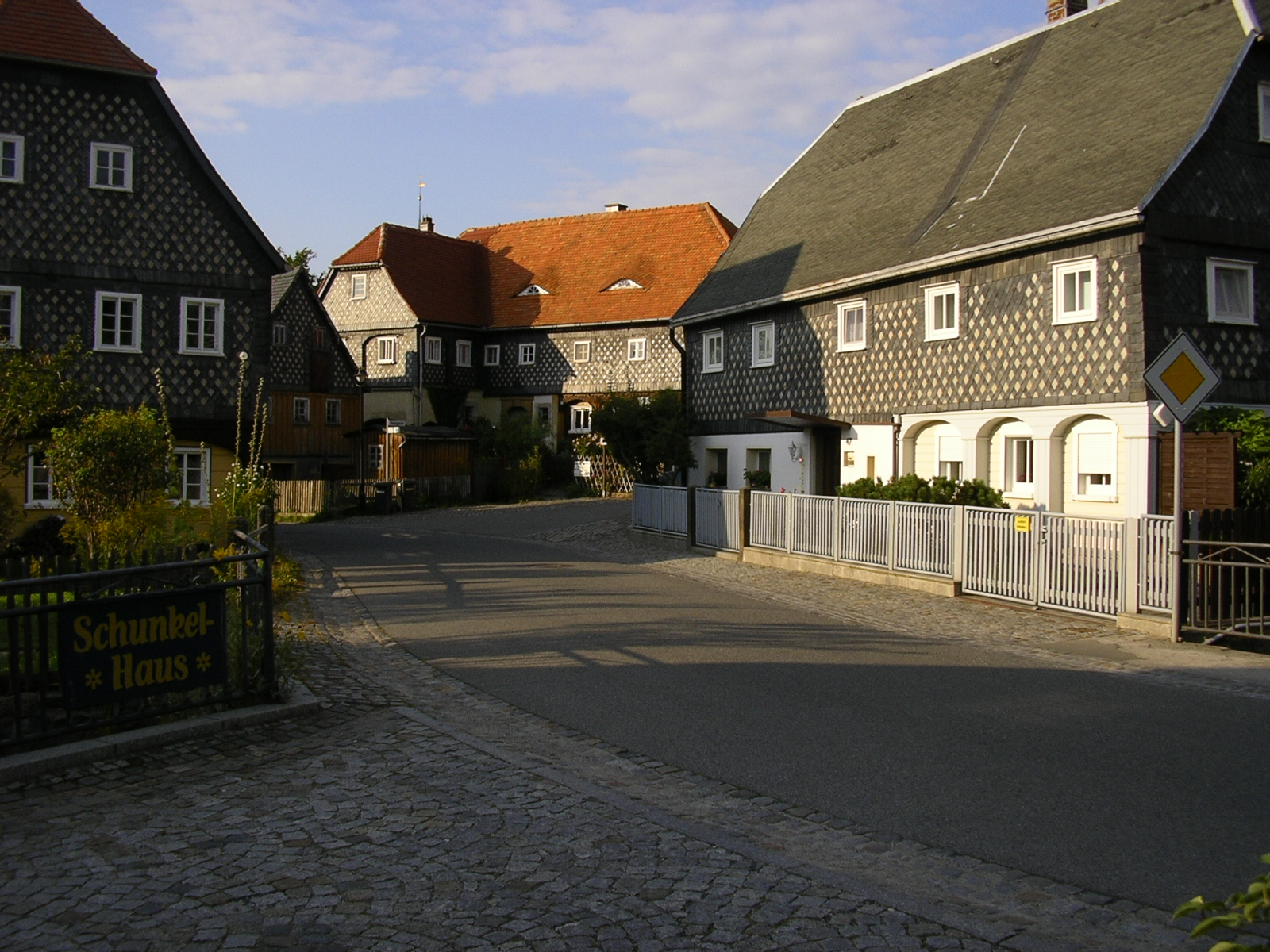